# Perswazja (powieść)
Perswazja (ang. The Dying Hours) – powieść kryminalna brytyjskiego pisarza Marka Billinghama z 2013. Polskie wydanie książki ukazało się w 2014 w tłumaczeniu Roberta P. Lipskiego.

## Treść
Jedenasta część cyklu z inspektorem Tomem Thorne’em. Na terenie Londynu pojawia się fala samobójstw wśród staruszków. Thorne (karnie przeniesiony do służby mundurowej), jako jedyny dostrzega w tych wypadkach prawidłowości i uważa, że są one faktycznie morderstwami. W dużym stopniu na własną rękę i przy dezaprobacie, a nawet niezadowoleniu przełożonych, próbuje rozwiązać sprawę. Podczas czynności wchodzi na trop gangstera, który przed wieloma laty został skazany na długotrwałą karę pozbawienia wolności i miał związek z ginącymi staruszkami.
W powieści wspomniana jest anglojęzyczna Wikipedia. Thorne sprawdza w niej hasło Terence James Mercer, dotyczące seryjnego zabójcy, w rzeczywistości nieistniejące.